# 上海市运动会
上海市运动会是上海市规格最高、规模最大的综合性运动会，每隔四年举办一届。

## 歷史
首屆上海市运动会于1953年5月30日舉辦，当时名为人民体育大会，在虹口体育场开幕。此次運動會共有4个大项、49个小项、10多个表演项目。最終首屆運動會选拔出75名运动员参加华东和全国运动会。1959年5月10日，上海市第二届运动会在虹口体育场开幕。1960年9月24日，上海市第三届运动会在上海市体育馆开幕。上海市第四届运动会、上海市第五届运动会、上海市第六届运动会、上海市第七届运动会、上海市第八届运动会分別於1964年9月13日、1974年9月1日、1978年9月3日、1982年8月10日和1986年7月17日在虹口体育场开幕。1990年5月6日，上海市第九届运动会在上海体育馆开幕。上海市第十届运动会、上海市第十一届运动会分別於1995年5月14日和1999年4月25日在虹口体育场开幕。2002年10月19日，上海市第十二届运动会在上海体育场开幕。上海市第十三届运动会、上海市第十四届运动会分別於2006年9月16日和2010年10月12日在上海体育馆开幕。台盟上海市委和上海市台湾同胞投资企业协会共同组成的代表团參加上海市第十三届运动会。代表团成員共36名，均是在上海工作的台灣人。这是台商首次独立组团参加上海市运动会。
2012年，上海市运动会的大众组分离並成立上海市市民运动会，同樣為每四年举办一次。当年就举办了第一届上海市市民运动会。
2014年10月11日，上海市第十五届运动会在东方体育中心开幕。2018年9月28日，上海市第十六届运动会在上海财经大学开幕。2022年11月18日，上海市第十七届运动会在东方体育中心开幕。